# Sandalus atricolor
Sandalus atricolor is een keversoort uit de familie Rhipiceridae. De wetenschappelijke naam van de soort is voor het eerst geldig gepubliceerd in 1924 door Pic.